# Варежка (альбом)
«Варежка» — альбом певицы Варвары Визбор, выпущенный в 2016 году. Первый полноценный сольный альбом певицы, до этого альбомы Варвары Визбор выходили только в рамках других проектов («Тотъ городъ» и «Визбор V.S. Хутас»).
Значительную часть альбома представляют кавер-версии из репертуара других исполнителей: Юрия Визбора («Люся», «Военные фотографии», «Где льют дожди», «А зима будет большая…»), Ады Якушевой («Ты моё дыхание», «Сумерки»), Валентины Толкуновой («Любовь лебедем»), Владимира Высоцкого («Баллада»), Людмилы Гурченко («Нет, мой милый») и Аллы Пугачевой («По улице моей»). Большинство этих песен получили совершенно новое звучание, так о песне деда певицы «А зима будет большая…» критики писали, как о «написанной заново», непохожа на слух на песню Высоцкого и исполненная Варварой «Баллада о двух погибших лебедях».
Кроме того, на альбоме представлено несколько оригинальных композиций: «Проспекты» и «ОАО», написанные братом певицы, актёром и музыкантом Юрием Лобиковым, а также песня «Нежный призрак», написанная композитором Михаилом Максимовым на стихи Марины Цветаевой.
Презентация альбома состоялась 19 ноября 2016 года в концертном зале «Vegas City Hall».
Музыкальные критики, такие как Борис Барабанов и Алексей Мажаев, отметили сочетание современных аранжировок классики бардовской песни (от боссановы и фанка до диско) с искренностью и хорошим вкусом исполнительницы, теплотой исполнения, которые в сочетании с репертуаром Варвары Визбор, важней, чем голосовой диапазон, относительная узость которого стала причиной неуспеха певицы на шоу «Голос». Высоко оценил Мажаев и песни, написанные специально для этого альбома.

## Список композиций
| №   | Название                  | Автор(ы)                                              | Длительность |
| --- | ------------------------- | ----------------------------------------------------- | ------------ |
| 1.  | «Ты моё дыхание»          | Ада Якушева                                           | 3:58         |
| 2.  | «Любовь лебедем»          | Алмаз Монасыпов (Музыка), Лира Абдуллина (Стихи)      | 5:02         |
| 3.  | «Проспекты»               | Юрий Лобиков                                          | 3:06         |
| 4.  | «Оао»                     | Юрий Лобиков                                          | 3:11         |
| 5.  | «Люся»                    | Юрий Визбор                                           | 4:08         |
| 6.  | «Баллада»                 | Владимир Высоцкий                                     | 3:47         |
| 7.  | «Нет, мой милый»          | Марк Фрадкин (Музыка), Евгений Долматовский (Стихи)   | 3:22         |
| 8.  | «По улице моей»           | Микаэл Таривердиев (Музыка), Белла Ахмадулина (Стихи) | 3:30         |
| 9.  | «Военные фотографии»      | Сергей Никитин (Музыка), Юрий Визбор (Стихи)          | 2:55         |
| 10. | «Сумерки»                 | Ада Якушева                                           | 2:58         |
| 11. | «Где льют дожди»          | Юрий Визбор                                           | 4:45         |
| 12. | «А зима будет большая...» | Юрий Визбор                                           | 3:26         |
| 13. | «Нежный призрак»          | Михаил Максимов (Музыка), Марина Цветаева (Стихи)     | 4:48         |

## В записи принимали участие
- Варвара Визбор — вокал, голос, автор
- Дмитрий Илугдин — все клавишные
- Виктор Шестак — бас, контрабас
- Александр Родовский — гитара
- Александр Бруни — флейта
- Петр Ившин — барабаны

а также:
- Владимир Топорин — бас (2)
- Дмитрий Власенко — ударные (1, 2, 8, 12)
- Александр Абрамов — тенор-саксофон (3)
- Дмитрий Петров — труба, флюгельгорн (3)
- Фёдор Сенчуков — тромбон (3)
- Денис Благушин — акустическая гитара (1), wah-wah (13)
- Александр Поленов — неоценимая помощь при записи (1, 2, 4—8, 10—13)
- Олег Золотых — запись, сведение, мастеринг

## Видеоклипы
На несколько песен из альбома были сняты видеоклипы:
- «А зима будет большая…»[5] (Режиссёр — Константин Репин)
- «Люся»[6]
- «Сумерки»[7] (Режиссёр — Стас Митянин), съемки клипа проходили в Санкт-Петербурге